# Apis mellifera ruttneri
Abeille de Malte
Sous-espèce
Apis mellifera ruttneri, l’Abeille de Malte, est une sous-espèce de l'Abeille européenne, endémique des îles maltaises situées en mer Méditerranée.
Elle n'a été reconnue qu’en 1997 comme sous-espèce indépendante parmi les abeilles noires, les plus proches parents étant l'Abeille de Sicile et Abeille tellienne.

## Description
Apis mellifera ruttneri est presque noire. Elle présente une résistance relativement élevée aux parasites du genre Varroa.

## Classification
La sous-espèce Apis mellifera ruttneri a été décrite en 1997 par Walter Steven Sheppard (d), Maria Cristina Arias (d), Anton Grech (d) et Marina Doris Meixner (d),.

## Étymologie
L'épithète ruttneri lui a été donnée en l'honneur du médecin et entomologiste autrichien Friedrich Ruttner (d) (1914-1998) qui a contribué à la taxonomie des abeilles mellifères.

## Publication originale
- (en) WS Sheppard, MC Arias, A Grech et MD Meixner, « Apis mellifera ruttneri, a new honey bee subspecies from Malta », Apidologie, Springer Science+Business Media, vol. 28, no 5,‎ 1997, p. 287-293 (ISSN 0044-8435 et 1297-9678, OCLC 474557263, DOI 10.1051/APIDO:19970505, lire en ligne).